# Expédition française à l'Annapurna de 1950
L'expédition française à l'Annapurna de 1950 conduite par Maurice Herzog avec Louis Lachenal, Gaston Rébuffat, Lionel Terray, Marcel Ichac (cinéaste), Jean Couzy, Marcel Schatz, Jacques Oudot (médecin), Francis de Noyelle (diplomate) et Adjiba (sherpa), avait pour but de réaliser la première ascension d'un sommet de plus de huit mille mètres d'altitude. Cette expédition permet à Maurice Herzog et Louis Lachenal d'atteindre le sommet de l'Annapurna.
Elle fait suite à une première expédition française en Himalaya de 1936 dirigée par Henry de Ségogne et comprenant déjà Marcel Ichac comme cinéaste, qui avait tenté sans succès un premier 8 000 dans le Karakoram faute d'autorisation d'entrer au Népal.
Cette expédition a été popularisée en France par la une de Paris Match, le film Victoire sur l'Annapurna de Marcel Ichac et le livre Annapurna, premier 8000 de Maurice Herzog dans lequel il retrace l'ascension. Ce livre vendu à plus de 20 millions d'exemplaires a depuis fait controverse, tournant surtout autour du rôle que Maurice Herzog se serait arrogé. Cependant, un livre récent met à plat l'essentiel de la polémique qui a éclaté dans les années 1990, dont certaines accusations contre Herzog relevaient de l'affabulation. Louis Lachenal présente un récit parfois un peu différent de l'expédition dans ses Carnets du vertige.

## L'expédition

### Préparatifs
L'équipe se réunit rue de Boétie, siège du Club alpin français. Le soir a lieu la réunion qui vise à fixer les objectifs de l'expédition. Lucien Devies, qui est le grand promoteur de celle-ci, profite de la réunion pour rappeler à chacun l'historique des expéditions précédentes dans l'Himalaya : « l'Himalaya par son ampleur a bien mérité son titre de troisième pôle. Vingt deux expéditions de toutes nationalités ont essayé de vaincre un 8 000, aucune n'y est parvenue. » Devies expose également les objectifs qu'il fixe à l'expédition : « Dhaulagiri à 8 167 mètres ou Annapurna à 8 078 mètres en plein cœur du Népal. En cas d'impossibilité, ce qui n'aurait rien d'humiliant, des sommets de "consolation" devront être atteints. ».
Néanmoins, l'expédition part avec un handicap de taille, comme le rappelle Devies : « Nous n'avons sur nos deux 8 000 aucune documentation. Nous ignorons totalement les voies d'accès. Les cartes dont dispose l'expédition sont sommaires et quasi inutilisables en haute montagne. Si bien que nos camarades [les membres de l'expédition], dès leur arrivée à Tukuche, leur quartier général, devront d'abord reconnaître les deux massifs. Lorsque le terrain leur sera familier, qu'un itinéraire d'attaque sera arrêté, à ce moment seulement ils pourront commencer leur tentative... ».
À la suite de l'intervention de Lucien Davis, chaque membre de l'expédition prête serment (comme avaient prêté serment les membres de l'expédition de 1936) en ces termes : « Je m'engage sur l'honneur à obéir au chef de l'expédition dans tout ce qu'il me commandera pour la marche de l'expédition. »

### Départ et marche vers Tukuche
L'expédition part de Paris en avion et atterrit à Delhi en Inde. Un autre avion les emmène à Lucknow où les membres de l'équipe prennent contact avec les Sherpas qui les accompagneront : Panzi, Dawatoundu, Sarki, Foutharkey, Aila, Angawa, Adjiba et leur sirdar (un chef), Ang-Tharkey. De là, ils prennent le chemin de fer jusqu'à Nautanwa (en) puis arrivent au Népal le 5 avril 1950. La suite du voyage s'effectue en voiture jusqu'à Butwal où la route fait place aux montagnes. C'est dans cette ville que l'expédition française fait la rencontre de G.B Rana, un ancien officier népalais envoyé par le maharajah pour accompagner l'équipe. C'est dans cette ville que sont recrutés près de 200 coolies (porteurs) chargés de porter le matériel à raison de quarante kilogrammes de charge par porteur.

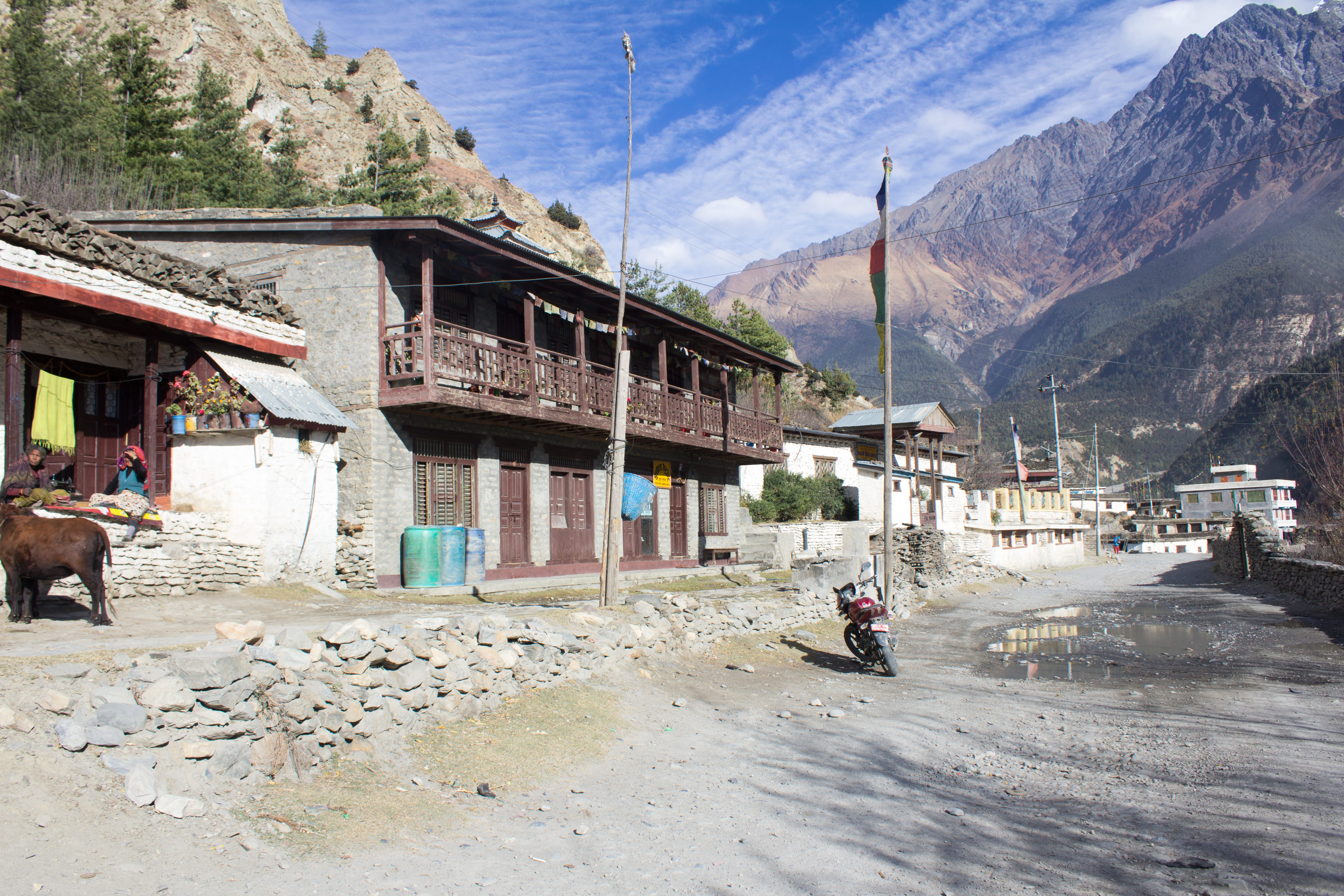
Le village de Tukuche où l'expédition établit son quartier général.

Le 10 avril, l'expédition rejoint Tansen et y fait halte pour trois jours. De nouveaux coolies sont recrutés. Peu après le départ les coolies se mettent en grève réclamant une avance plus importante pour leur travail. L'intervention du représentant du maharajah fait revenir le calme et de nouveau les porteurs reprennent la route. Sedhi Khola est passée. L'équipe longe la Kali Gandaki. Ils rallient Baglung à une altitude de 700 mètres le 16 avril. Là encore d'autres porteurs sont recrutés. Après un arrêt, l'équipe repart en direction de Tukuche à 2 500 mètres d'altitude. Le 20 avril, ils passent Dana, puis Lete ; enfin, le 21 avril toute l'expédition atteint Tukuche après quinze jours de marche et y dresse un nouveau quartier général.

### Reconnaissance du Dhaulagiri
Deux jours après l'arrivée à Tukuche, Jean Couzy et le Sherpas Panzi effectuent une première reconnaissance au niveau du belvédère qui domine Tukuche afin d'observer les voies d'accès au Dhaulagiri. Ils redescendent au camp avec des croquis qu'ils exposent à Herzog en vue de prendre une décision. Le lendemain, Lachenal et Rébuffat sont envoyés en reconnaissance sur le glacier Est. Oudot et Schatz eux se rendent à cheval au col de Tilicho pour observer l'Annapurna. Quant à Ichac et Herzog, ils partent pour la Dambush Khola pour observer le versant nord du Dhaulagiri. Au cours de leurs observations Ichac et Herzog se rendent compte que leurs cartes sont en grande partie fausses. Ils rentrent au campement.

Carte représentant les différentes voies explorées par l'expédition de 1950.

Herzog, Terray et Ichac accompagnés par des sherpas, retournent explorer la face nord du Dhaulagiri par la Dambush Khola le 26 avril. L'équipe d'Herzog dresse un premier camp en altitude, puis, le lendemain découvrent à leur grand étonnement une « vallée inconnue » non rapportée sur leurs cartes et qui ne donne nullement sur le Dhaulagiri. Par manque de matériel ils ne poussent pas plus loin l'exploration et repartent pour Tukuche qu'ils atteignent le lendemain.
Deux jours plus tard Terray et Oudot repartent pour la « vallée inconnue ». Herzog, Lachenal et Rébuffat, les sherpas Ang-Tharkey, Foutharkey et Sarki, eux, retournent au glacier Est du Dhaulagiri. Après deux jours passés là-bas, ils renoncent à un passage sur le glacier au vu de sa dangerosité. Le 3 mai, Noyelle rejoint l'équipe. Avec Lachenal et Rébuffat il part le lendemain pour explorer l'arête Sud-Est du Dhaulagiri tandis qu'Herozg redescend à Tukuche.

Comparatif entre la carte indienne (à droite) utilisée par l'expédition de 1950 et la carte d'Herzog dressée à partir des relevés effectués pendant l'exploration (à gauche) pour le secteur du Dhaulagiri.

Le 5 mai ce sont Couzy et Schatz qui quittent le campement pour retourner sur le glacier Est. Le même jour Rébuffat, Noyelle reviennent à Tukuche. La face sud est jugée infranchissable. Lionel Terray et Oudot arrivent de leur exploration de la face nord : « Pour le Dhaula, mes petits gars !... vous pourrez y repasser ! » En effet, la « vallée inconnue » se poursuit par un glacier encadré par un canyon aux parois hautes de plusieurs kilomètres, faire passer l'équipe serait impossible. Le 9 mai, Couzy et Schatz redescendent à Tukuche sans être parvenus à trouver la faille du Dhaulagiri. Le lendemain c'est au tour de Terray et Oudot de tenter le glacier Est ; le 11 ils retournent au quartier général : le Dhaulagiri semble imprenable.

### Reconnaissance de l'Annapurna
Le 26 avril Couzy, Oudot et Schatz étaient partis accompagnés de sherpas pour trouver un accès à l'Annapurna par la rivière Miristi Khola. Le 27, ils avaient trouvé un passage mais n'avaient pas poursuivi plus loin.

Comparatif entre la carte Indienne (à droite) utilisée par l'expédition de 1950 et la carte dressée par Herzog à partir des relevés effectués (à gauche) pour le secteur Annapurna.

Quelques jours plus tard Ichac, Rébuffat et Herzog partent à leur tour pour Manangbhot pour explorer le versant nord de l'Annapurna. Foutharkey, Panzi et Ang-Tharkey partent avec eux. L'équipe d'Herzog passe le village Marpha puis Thinigaon où ils passent la nuit. Le lendemain, tous repartent pour atteindre le col de Tilicho ouest où ils arrivent le jour suivant. La carte s'avère encore fausse : au lieu de voir à leur droite la face nord de l'Annapurna se dresse en fait une immense chaîne de montagne que l'expédition baptise « Grande Barrière » ; pas de trace non plus de la vallée de Manangbhot. L'équipe continue son chemin vers Manangbhot, traverse le Grand lac glacé puis atteint le col de Tilicho Est. Cette fois, au contrebas du col s'ouvre la vallée de Manangbhot.
Le 10 mai Herzog, Rébuffat, Panzi et Fourtharkey descendent pour faire des provisions à Manangbhot et si possible apercevoir l'Annapurna. Ichac et Ang-Tharkey quant à eux restent au col pour effectuer des relevés. Le village de Kangsar est franchi puis Manangbhot est atteint dans la soirée. L'équipe y passe la nuit. Le 11, Herzog renvoie Foutharkey auprès de Ichac. Rébuffat, Panzi et Herzog continuent le chemin en suivant la Marsiandi Khola et arrivent à Chindi, petit village dans la vallée. Aucun signe de l'Annapurna. L'équipe fait demi-tour et se scinde en deux : Rébuffat et Panzi passent par le Thorungsé pour rejoindre Tukuche ce qu'il leur économisera un jour de marche. Herzog, lui, retourne à Tilicho Est, seul. Il chute dans une rivière mais tente de poursuivre son chemin. Trempé et gelé il atteint difficilement le camp de Tilicho le lendemain.
Le jour même où l'équipe d'Herzog est partie dans la vallée de Manangbhot, Ichac et Ang-Tharkey sont partis à leur tour sur le Muktinath Himal, un promontoire de 5 500 mètres qui se dresse au-dessus du camp de Tilicho Est. De là ils effectuent des relevés et s'aperçoivent que la « Grande Barrière » face à eux n'est autre que l'Annapurna Himal (le sommet de l'Annapurna est donc de l'autre coté de la barrière). Le 12, de nouveau, Ichac et Ang-Tharkey repartent sur le Muktinath Himal pour tenter d'apercevoir l'Annapurna, ils atteignent l'altitude de 6 200 mètres mais la visibilité étant mauvaise ils redescendent au campement où ils retrouvent Herzog. Ichac fait état de ses observation au chef de l'expédition. Herzog conclut : « La clé de l'Annapurna est au sud, par le passage du 27 avril (exploré par Couzy, Oudot et Schatz), par la Miristi ». Le campement du Tilicho Est est démonté le 13 mai et l'équipe se met en marche pour rallier Tukuche. Le 14 mai, un conseil est organisé en vue de décider de la marche à suivre. Les explorations du glacier Est étant infructueuses, en conséquence, l'expédition renonce à tenter le Dhaulagiri et tous ses efforts vont désormais se porter sur l'Annapurna.

### Approche de l'Annapurna
À la suite de la réunion où, d'un commun accord les membres de l'expédition ont choisi de concentrer leurs efforts sur l'Annapurna, Herzog décide de ne pas lancer directement l'assaut sur le sommet : « plutôt que d'attaquer tout de suite en force l'Annapurna, nous allons lancer une reconnaissance lourde dont l'objectif sera de trouver l'itinéraire d'attaque. » Herzog scinde l'expédition en quatre groupes. Couzy, Oudot et Schatz, ayant découvert le passage du 27 avril, sont désignés guides de chaque groupe.
Le premier groupe à quitter Kutuche le 14 mai est composé de Lachenal, Terray et des sherpas Adjiba, Angawa et Dawatoundu ; il est emmené par Schatz. Le deuxième groupe avec Maurice Herzog, Gaston Rébuffat est emmené par Couzy. Quant à Ichac Oudot et Ang-Tharkey ils forment le troisième groupe mais restent en attente à Tukuche avec Noyelle et G.B Rana qui forment le dernier groupe.
Le 15 mai c'est au tour du deuxième groupe de partir en direction de l'Annapurna par le passage du 27 avril. Le 18 mai, ils atteignent le camp de base dressé par la précédente caravane. Lachenal et Terray pensent avoir trouvé un accès au sommet par un éperon rocheux. Le 19 mai, Herzog, accompagné de Sarki, Lachenal, Rébuffat, Adjiba, Terray, Aila et Schatz, tente de nouveau l'éperon nord-ouest. Le soir, Lachenal Rébuffat et Adjiba redescendent avec pour mission de trouver une voie plus accessible sur le glacier de la face nord de l'Annapurna. Herzog et Terray continuent l'ascension mais abandonnent le lendemain.
Le même jour, les trois hommes partis sur le glacier trouvent une zone plus praticable sur un replat du glacier. Quant à Schatz, il pense avoir trouvé un nouvel accès ; il part avec deux sherpas pour l'explorer le 21 mai. Herzog et Terray partent à leur tour mais pour rejoindre le glacier où Rébuffat, Adjiba et Lachenal ont dressé un camp, qui prend le nom de camp 1.

### Ascension de l'Annapurna
Le 22 mai, après un rapide examen des possibilités d'ascension sur la face Nord de l'Annapurna, l'« assaut » est décidé. Il faut cette fois faire très vite puisque la mousson arrive aux environs du 5 juin. Le 23 mai, Herzog demande la venue de l'équipe d'Ichac et Oudot restée à Tukucha, ainsi que du matériel qui doit être envoyé en urgence par Francis de Noyelle. Le même jour, malgré l'absence des sherpas, Herzog, Lachenal, Rébuffat et Terray décident de commencer l'ascension en portant eux-mêmes les charges. Sur leur parcours, ils retrouvent Marcel Schatz et ses sherpas qui ont renoncé à explorer le chemin qu'ils pensaient praticable. Après une journée de marche harassante, ils dressent le camp 2 à une altitude de 5 900 mètres. Terray redescend avec les sherpas au camp 1 pendant que le reste de l'équipe passe la nuit au deuxième camp.
Le 24 mai, deux cordées sont formées : Schatz/Herzog et Lachenal/Rébuffat. Ils reprennent leur marche pour dresser le troisième camp à 6 400 mètres d'altitude. L'équipe n'y reste pas, elle y dépose juste le matériel et redescend rapidement au camp 2. Pendant la descente Marcel Schatz fait une chute, sans gravité, mais dont il met du temps à se remettre. Au camp 2, ils retrouvent Lionel Terray remonté pendant la journée du premier camp. Herzog continue de descendre jusqu'au camp de base où il retrouve Ichac et Oudot arrivés le jour même avec le matériel.
Le 25 mai, c'est au tour de Lionel Terray de partir avec Panzi et Aila pour déposer de nouveau du matériel au camp 3. Le 26, Herzog, qui a passé la nuit au camp 1, part en direction du camp 2. Deux cordées sont formées : Rébuffat/Dawatoundu et Lachenal/Angawa/Herzog. Au camp 2, ils croisent Terray et ses sherpas qui à leur tour redescendent au camp 1.
Le lendemain, Herzog part avec deux sherpas : Dawatoundu et Angawa pour rallier le camp 3 et en finir l'installation ; c'est chose faite en fin de journée. Le 28 mai, de nouveau, les trois hommes démontent une partie de leur camp et se mettent en route. Le camp 4 est installé sur la « Faucille » à une altitude de 6 850 mètres. Ils redescendent. Au camp 3 ils retrouvent Couzy, Schatz, Lachenal et Rebuffat qui ont fait l'ascension dans la journée. Faute de place pour camper, Herzog et les deux sherpas redescendent au deuxième camp où ils retrouvent Lionel Terray remonté du camp 1.
Les services météorologiques indiens annoncent l'arrivée de la mousson dans les prochains jours. Le 29 mai, c'est Terray qui part pour le camp 3 Herzog, lui, reste sur place. Le sherpa Dawatoundu tombe gravement malade et doit être renvoyé en camp 1. En milieu de journée Louis Lachenal et Jean Couzy arrivent au camp 2, ils ont quitté le camp 3 car souffrant de maux de tête qui les empêchent de progresser. Quelques heures plus tard c'est Marcel Schatz qui arrive à son tour pour les mêmes raisons. Noyelle est arrivé avec tout le matériel au camp 1.
Le 31 mai, Maurice Herzog et Louis Lachenal, aidés par Ang-Tharkey et Sarki, partent à leur tour. Le chef de l'expédition demande à faire parvenir le télégramme suivant à Lucien Davis : « Donnons assaut Annapurna stop voie glaciaire difficile mais permettant progression rapide stop dangers objectifs avalanches neige et séracs faibles stop camp 1/5100 2/5900 3/6600 4/7150 en place stop espérons emporter victoire stop physique et moral de tous parfaits. Maurice Herzog. »
Dans la montée, ils croisent Terray et Rebuffat ainsi que leurs deux sherpas qui descendent à la suite d'un début de gelures. Le groupe d'Herzog décide tout de même de continuer « nous montons dis-je (Herzog) sans hésitation. Quand nous redescendrons le sommet aura été atteint. C'est tout ou rien. » Ils arrivent au camp 3 et décident en vue de ménager leurs forces de ne pas poursuivre. Le lendemain ils repartent pour le camp 4 qu'il rehaussent de plusieurs centaines de mètres en laissant sur place une tente pour les sherpas. Herzog et Lachenal passent la nuit au camp le plus haut tandis que les deux sherpas retournent à l'ancien camp 4.
Le 2 juin, de nouveau l'équipe repart, cette fois pour installer le camp 5 à environ 7 500 mètres. En fin de journée au moment de renvoyer les sherpas au camp 4, Maurice Herzog propose à Ang-Tharkey de les accompagner le lendemain au sommet : « Tu es le sirdar le plus expérimenté des sherpas. Je serais heureux que tu viennes avec nous », et d'ajouter « Nous devons avoir ensemble la victoire... Veux tu venir avec nous ? » Le sherpas décline l'invitation, ses pieds commençant à geler. Commence alors une nuit terrible pour Herzog et Lachenal qui doivent affronter le froid et le vent.
Le lendemain 3 juin 1950 à 6 h 0, les deux hommes quittent leur tente en direction du sommet. Leurs membres commencent à geler. Lachenal doute, horrifié à l'idée de l'amputation, Herzog quant à lui refuse catégoriquement l'idée de renoncer si près du but. L'altitude altère leur comportement, leurs gestes sont lents, ils perdent la notion du temps. À 14 h, ils atteignent le sommet de l'Annapurna. Pour la première fois un homme met le pied sur un sommet de plus de 8 000 mètres. L'Annapurna vaincu, Louis Lachenal presse son compagnon de redescendre. Herzog prend son temps, souhaite prendre des photographies pour immortaliser l'exploit. Il prend un cliché de Lachenal, flou. À son tour Lachenal prend l'appareil, réalise une série de photographies d'Herzog avec son piolet en l'air et le petit drapeau français, puis Herzog avec le drapeau de sa société Kléber-Colombes, le drapeau du Club alpin français, etc.

### Descente vers le camp 2
Lachenal insiste, ses pieds gèlent, il faut redescendre en vitesse. Le temps par ailleurs commence à se couvrir. Herzog prend conscience de la situation, lui aussi gèle mais ne s'en rend pas compte. Son compagnon a déjà amorcé la descente, Herzog suit ses traces. En voulant vérifier son sac, il perd ses gants qui dévalent la pente, Herzog oublie qu'il a dans son sac des chaussettes qu'il prend pour recouvrir ses mains en cas d'incident semblable, qu'importe il continue la descente à mains nues. Dans la brume il peine à trouver le camp 5 où se trouvent normalement Rebuffat et Terray montés dans la journée. Maurice Herzog retrouve les tentes et ses deux compagnons. Lachenal reste quant à lui introuvable, il a raté le camp et se trouve à deux cents mètres en contrebas. Lionel Terray l'aperçoit et le ramène au camp 5. Les deux vainqueurs du sommet sont gelés. Lachenal aux pieds, Herzog aux pieds et aux mains.
Le lendemain, les quatre hommes repartent en hâte pour rejoindre le camp 4 où doivent se trouver Couzy et Schatz. Le temps est mauvais. Sans visibilité ils ne parviennent pas à retrouver le chemin du camp. Ils appellent au secours, sans succès. Perdus, ils hésitent durant toute la journée avant de trouver refuge à la nuit tombée dans une crevasse.
Le 5 juin au matin, une avalanche surprend les quatre hommes dans la crevasse. Malgré tout ils parviennent à sortir. Lionel Terray et Rebuffat, ayant enlevé leurs lunettes glacier la veille, sont devenus aveugles, victimes d'ophtalmie. En poursuivant leur descente ils croisent Schatz. Les sherpas Aila et Sarki convoient Lachenal, Herzog et Rébuffat ; Ang-Tharkey, Panzi et Schatz retournent chercher Terray. Dans la journée, Herzog, Aila et Sarki sont pris dans une avalanche. Miraculeusement tous s'en sortent. En fin d'après-midi l'ensemble des alpinistes et les sherpas rallient le camp 2. Avec la mousson qui arrive il faut en vitesse convoyer les blessés vers les vallées. Au vu de l'état de Lachenal et d'Herzog, le docteur Oudot commence les soins avec des injections de Novocaïne dans les artères pour tenter de contrer le gel. C'est un supplice pour les deux hommes qui doivent subir les piqûres pendant plusieurs heures chaque jour. Malgré les efforts de Jacques Oudot, il faudra amputer quelques phalanges sur la totalité des doigts d'Herzog ainsi que ses orteils ; pour Lachenal il faudra en faire de même pour ses orteils.

### Repli dans la vallée Gandaki et fin de l'expédition
Le 7 juin à 14 h 30 commence la descente du camp 2 vers le camp 1. Les blessés sont disposés sur des luges tenues par des sherpas. Le camp 2 est démonté entièrement le 8 juin. Herzog prend tout de même le temps de faire écrire à Davis « Victoire Expédition française Himalaya 1950. Stop. Annapurna gravie le 3 juin 1950... » Le 9 juin la marche reprend pour éviter la mousson.
Un bulletin météorologique reçu par radio informe l'expédition que la mousson arrivera dans les jours suivants. De plus, Schatz, parti en avant, a signalé que les cours d'eau ont vu leur lit doubler. Il est urgent de quitter les lieux avant d'être pris au piège. Le 10, Herzog et Lachenal sont transportés cette fois dans des hottes d'osier à dos de sherpas ou de coolies. Le lendemain, une rivière en crue est franchie avant l'effondrement d'un pont de fortune. Le 12, le groupe se met en route vers le passage du 27 avril. Le temps brumeux rend la progression difficile, des coolies chutent dans les ravins, aucun n'est sérieusement blessé.
Le 13, le col du 27 avril est franchi puis c'est au tour de la Krishna Gandaki d'être traversée malgré la crue. L'expédition fait halte à Choya. De là, Ichac, Oudot et Marcel Schatz partent pour Tukuche pour ramener du matériel laissé là bas. À leur retour, le groupe repart cette fois pour installer un camp à Lete. La chemin de l'Annapurna à la vallée de la Gandaki a aggravé le cas des deux blessés. L'humidité et le froid ont accru leurs blessures, Herzog a perdu 20 kg et présente une température proche de 40 °C. Malgré les soins du médecin, le chef de l'expédition, il semble ne pas pouvoir tenir plus longtemps. Pourtant son état s'améliore, et le 19 juin l'expédition repart pour Dana. Désormais, à chaque village il faut recruter, parfois de force, des coolies pour transporter matériel et blessés. Le 21, une épidémie de choléra sévissant à Beni oblige l'expédition à modifier son parcours. Dans la journée la rivière Gandaki est franchie.
Au cours des jours suivants, le médecin Jacques Oudot commence l'amputation des phalanges d'Herzog sans aucune anesthésie. Le village de Tansen est passé puis Butwal, dernière étape de l'expédition avant l'Inde. L'expédition atteint en camion Nautanwa puis Gorakhpur en train. C'est à Gorakhpur que l'expédition se termine véritablement. Ichac, Oudot et Herzog vont, accompagnés des sherpas Sarki et Panzi, à Katmandou pour rencontrer le maharajah qui remet au chef de l'expédition la plus haute distinction militaire du Népal, la Main droite de Gorka. Le reste de l'équipe reste à Delhi avant de retourner en métropole par avion où ils sont accueillis en héros. De retour en France, Lachenal, Herzog et le sherpa Ang-Tharkey sont décorés de la légion d'honneur. Le 2 novembre 1950, les huit membres de l'expédition sont reçus à l'Élysée par le président Auriol.

## Postérité
Paris-Match fait de l'Annapurna sa une du 19 août 1950 avec, en couverture, la photographie de Maurice Herzog au sommet avec son drapeau tricolore et titre « Victoire sur l'Himalaya ». Le magazine est écoulé à près de 320 000 exemplaire (et assurera entre autres la pérennité du journal). Pour compléter sa une, le magazine débourse 600 000 francs pour acquérir un reportage photographique de 16 pages réalisé par Marcel Ichac et le récit exclusif des membres de l'expédition.
Un documentaire réalisé par Marcel Ichac en 1953 intitulé Victoire sur l'Annapurna, et qui retrace le chemin de l'expédition, remporte un franc succès ainsi que le prix spécial pour la réalisation au festival de Trente.
Le livre de Maurice Herzog, Annapurna, premier 8 000, dicté alors qu'il est encore hospitalisé, se vend à plus de 20 millions d'exemplaires dans le monde ; il est traduit en 50 langues. Le succès du livre est tel que les retombées financières permettent de financer les expéditions françaises jusque dans les années 1970-1980. Contrairement à ce qui a été dit, Annapurna premier 8 000 n'est pas le récit officiel de l'expédition sur lequel Herzog aurait eu le monopole ; il est publié en décembre 1951, bien après la parution de plusieurs comptes rendus des autres membres de l'expédition dans la presse.
En juin 2000, la poste française émet un timbre d'une valeur de 3 francs pour commémorer le cinquantenaire de l'ascension de l'Annapurna.

## Les membres de l'expédition après l'Annapurna

### Maurice Herzog
Amputé aux mains et aux pieds, après deux années d'hospitalisation, de soins intensifs et 10 opérations, il se lance dans une carrière politique. En 1958, il devient haut-commissaire à la jeunesse et au sport sous de Gaulle. Secrétaire d'État, député, maire de Chamonix, il est également administrateur de nombreuses sociétés. Devenu une légende, il atteint la gloire et la reconnaissance. Son livre Annapurna, premier 8 000 se vend à plus de 20 millions d'exemplaires. Un livre écrit par sa fille en 2012 écorne sa légende. Il meurt en 2012 à 93 ans.

### Louis Lachenal
Amputé aux pieds, il subit 16 opérations en 5 ans. Victorieux également de l'Annapurna, il est éclipsé dans la mémoire collective par Herzog, le chef de l'expédition. En 1954 il renoue avec les grandes courses. Il meurt accidentellement à 34 ans, en 1955, victime d'une crevasse en descendant à ski la Vallée Blanche. Son livre posthume relatant l'expédition s'intitule Carnets du vertige. En réalité, seul le chapitre « Annapurna » est de Lachenal lui-même, le reste du livre étant une biographie écrite par Gérard Herzog sur le guide. Ce chapitre comporte le journal de l'expédition tenu au jour le jour par Lachenal et les « commentaires », six pages écrites cinq ans plus tard dans un état d'esprit très différent.

### Lionel Terray
Lionel Terray conquiert de difficiles sommets dans le monde. En 1954, dans l'Himalaya au cours d'une reconnaissance du Makalu, il réalise la première ascension du Chomo Lonzo (7 796 m) avec Jean Couzy. Ensemble, ils vainquent le Makalu (8 470 m) l'année suivante. Il fait partie des équipes qui ont gravi le Jannu et le Fitz Roy pour la première fois. Il tourne dans quelques films de montagne dont Les Étoiles de midi de Marcel Ichac. Auteur du livre Les Conquérants de l'inutile, il fait une chute mortelle en 1965, à 44 ans, dans les arêtes du Gerbier dans le Vercors.

### Gaston Rébuffat
Il réalise de nombreuses ascensions. Écrivain, il est l'auteur d'une vingtaine de livres sur la montagne et tourne plusieurs films. Décoré Officier de la légion d'honneur en 1984, il meurt l'année suivante à 64 ans d'un cancer.

### Jean Couzy
Alpiniste d'exception, il participe dans l'Himalaya aux expéditions nationales au Makalu en 1954 et 1955, qu'il vainc avec Lionel Terray (cinquième plus haut sommet du monde à 8 481 mètres). Il décède en 1958 victime d'une chute de pierres au cours de l'ascension de la crête des Bergers dans les Hautes-Alpes.

### Jacques Oudot
Jacques Oudot devient le pionnier de la chirurgie vasculaire en France. Il meurt à 39 ans dans un accident de voiture près de Bourg-en-Bresse en 1953.

### Marcel Schatz
Au retour de l'expédition, Marcel Schatz se marie et arrête l'alpinisme de haut niveau à la demande de sa femme. Il participe à l'élaboration de la première bombe atomique française et meurt en 1987.

### Marcel Ichac
Marcel Ichac réalise le film de l'expédition Victoire sur l'Annapurna et écrit un livre, Regards sur l'Annapurna. Responsable de la documentation scientifique il rapporte de l'aventure himalayenne une correction des cartes existantes, qui lui vaut d'être lauréat de l'Académie des Sciences en 1951. Documentariste il participe à plusieurs campagnes de la Calypso du commandant Cousteau. Le réalisateur de nombreux films de ski et d'alpinisme meurt en 1994 à l'âge de 87 ans.

### Francis de Noyelle
Francis de Noyelle poursuit sa carrière de diplomate. En 1980, il devient ambassadeur au Népal. Il décède en 2017 à l'âge de 97 ans.

### Ang-Tharkay
Il est le premier non-Européen à recevoir la légion d'honneur. En 1954, il crée sa propre entreprise de trekking à Darjeeling et publie son autobiographie, Mémoires d'un Sherpa, dans laquelle il écrit avoir été traité avec amitié et égalité par les alpinistes français de l'expédition 1950. Il devient également entrepreneur de construction de routes. Lorsqu'il prend sa retraite de l'alpinisme actif vers 1962, il retourne au Népal. Il crée ensuite une autre agence de trekking. Il meurt à Katmandou en 1981.

## Les controverses

### Le rôle et la personnalité de Maurice Herzog
Alors que le rôle de Maurice Herzog avait été magnifié durant vingt-cinq ans, certains courants[Qui ?] ont voulu « déboulonner » l'icône gaulliste et patriote à la suite de Mai 68[non neutre]. Une polémique, sans cesse renouvelée, est née et a perduré pendant des décennies[non neutre]. Pour Henri Sygayret[Qui ?], qui a pourtant très peu d'affinités avec Herzog et revendique une appartenance politique diamétralement opposée, l'affaire Herzog a été montée de toutes pièces : « Herzog est politiquement de droite, il a toute la gauche contre lui. En politique, tout est bon pour détruire un personnage, qu'importe à ces gens l'objectivité et l'honnêteté ? Tous savent pourquoi l'affaire est née, comment elle s'est développée et aussi que l'orage a failli s'abattre sur Pierre Mazeaud avant d'être dévié sur Herzog. »
De fait, il semble que plusieurs éléments de controverse aient été inventés ou exagérés[non neutre]. Un livre récent déconstruit plusieurs pans de la polémique en relevant les contresens, les anachronismes et même les affabulations :
- le contrat d'exclusivité, que d'aucuns voient comme un monopole de Maurice Herzog sur le récit de l'expédition, était en réalité la norme de l'époque et a été fait à la demande de l'éditeur Arthaud. Les participants de l'expédition britannique à l'Everest en 1953 avaient signé un contrat d'exclusivité encore plus draconien, leur interdisant purement et simplement de parler à la presse[13]. Lors d'une expédition précédente, en 1938, un membre de l'équipe s'était même vu infliger une amende de 500 £ pour avoir bu un verre avec un journaliste de Reuters ;
- la scène de chantage à l'aéroport, rapportée par certains auteurs, qui aurait obligé les membres de l'expédition à signer ce contrat sous peine de ne pas partir n'a tout simplement jamais eu lieu. Disponible dans les archives, le contrat officiel montre que tous les membres de l'expédition l'ont signé plusieurs jours avant le départ[8] ;
- la nomination d'Herzog en tant que chef d'expédition, bien qu'il ne fût pas le meilleur alpiniste du groupe, était logique. Dans les expéditions himalayennes de l'époque, le chef d'expédition était avant tout un organisateur qui allait rarement au sommet lui-même. Pour Terray, la nomination d'Herzog était un « excellent choix » : alpiniste complet, animateur, ayant l'expérience de commander (dans la Résistance), il était en plus « d'un caractère souple et affable. On pouvait pressentir qu'il réussirait à imposer son autorité à des garçons aux personnalités très marquées qu'un chef autoritaire n'aurait pas manqué de braquer »[14] ;
- la mise en avant personnelle d'Herzog au détriment des autres membres de l'expédition est surtout une reconstruction a posteriori. À l'époque, Lachenal faisait régulièrement la Une des journaux[10]. Cette accusation est due à la confusion entre ce qui est dû à Herzog lui-même et ce que les médias en ont fait par la suite. Dans le livre de l'expédition, Annapurna premier 8 000, dicté à son frère à l'hôpital après son retour, Herzog a des mots élogieux pour la majorité des membres de l'expédition : Lionel Terray (« Je n'en connais pas un de meilleur en France »[15]), Marcel Schatz, Marcel Ichac, Jean Couzy, Jacques Oudot, Francis de Noyelle ou les sherpas. La description du comportement erratique de Lachenal dans la descente — qui a souvent été reprochée à Herzog — est en réalité tirée d'un compte rendu préalable de Lionel Terray[16]. Le légendaire compagnon de cordée de Lachenal n'hésite pas à dire de son ami qu'il était alors « hystérique » et « dément ». Si les journaux ont ensuite encensé Herzog parfois au détriment des autres membres, c'est un phénomène relativement courant qui touche à toutes les activités humaines ; au fil du temps, la mémoire collective a tendance à se focaliser sur la figure du leader.

Dans son journal de l'expédition assorti de commentaires ultérieurs, Louis Lachenal livre un récit de l'expédition moins enthousiaste que la version officielle de Maurice Herzog,. Ses témoignages sont toutefois parfois contradictoires avec ce que l'intéressé a dit par ailleurs. Ainsi, Lachenal a donné quatre versions différentes sur l'épisode du gel de ses pieds.
Félicité Herzog, fille de Maurice Herzog, publie en 2012 un roman autobiographique Un héros où elle brosse un portrait sévère de son père mais la partie où elle remet en cause le sommet n'est qu'une « simple hypothèse romanesque » comme elle l'admet elle-même.

### L'atteinte du sommet
Dès les années 1950, quelques personnes émettent des doutes sur l'atteinte effective du sommet par Lachenal et Herzog. Les photos du sommet, prises selon Lachenal sur une banquette de rochers situées en face nord sous le sommet, ne montrent pas le sommet de l'Annapurna et alimentent les doutes. Mais cette remise en question de la victoire à l'Annapurna pose beaucoup plus de questions qu'elle n'en résout. Il faudrait alors imaginer que tous les membres de l'expédition — y compris Lachenal, que les détracteurs d'Herzog disent soutenir — auraient menti, ce qui n'est pas concevable. En 1970, une expédition britannique suivit la même voie pour arriver au sommet et son chef, Henry Day, confirma la description de l'approche du sommet et du sommet lui-même faite par Herzog. L'alpiniste anglais se dit très étonné par cette polémique franco-française alors qu'à l'étranger personne ne met en doute la réalité de la victoire de l'expédition de 1950,,. Pour Claude Gardien, « Les soupçons de tricherie ne reposent sur rien, si ce n’est la personnalité de Herzog, ayant du mal à quitter le personnage qu’il s’est bâti dans son livre. Il gardera un penchant pour l’affabulation, et c’est la seule charge qu’on puisse lui opposer. ».
En 2013, une enquête approfondie menée par le GHM et son secrétaire Jean-Jacques Prieur conclut que le sommet a bien été atteint,. Celle-ci se base sur la comparaison des documents historiques aux images rapportées des ascensions plus récentes dont celle de Jean-Christophe Lafaille en 2002 et celles d'une équipe espagnole en 2010. L'analyse de la forme et de la position des corniches de neige sommitales, ainsi que celles d'une pierre caractéristique permettent à l'enquête de conclure. Celle-ci termine selon elle le débat : « Lachenal est bel et bien allé au sommet parce que les détails de sa description correspondent parfaitement aux images de l’arête sommitale vue du point le plus haut ainsi qu’aux vues aériennes et qu’ils ne peuvent dépendre ni d’une déduction ni d’un heureux hasard. »
Si plus personne ne remet aujourd'hui en cause le succès, on ne sait paradoxalement pas exactement en quel point les deux hommes ont atteint le sommet. Cela tient au fait que l'arête sommitale de l'Annapurna est longue de deux cents mètres et qu'il est pour l'heure impossible de préciser où précisément ils l'ont atteinte.

### Sources et bibliographie

#### Ouvrages
- Maurice Herzog, Annapurna premier 8 000, Arthaud, 1952 (présentation en ligne)
- Maurice Herzog et Marcel Ichac, Regards vers l'Annapurna
- Louis Lachenal, Carnets du vertige, Pierre Horay, Gérard Herzog, 1956 (présentation en ligne)
- Lionel Terray, Les Conquérants de l'inutile, Gallimard, 1961
- Christian Greiling, Annapurna 1950, un exploit français sous le feu de la cancel culture, Héliopoles, 2022.
- David Roberts, Annapurna, une affaire de cordée, Éditions Guérin, 2000, 366 p. (ISBN 978-2-911755-22-4)
- Yves Ballu, Gaston Rébuffat : Une vie pour la montagne, Hoëbeke, 2011

#### Articles
- Charlie Buffet, « Annapurna, premier 8000 et sommet de désinformation », Libération,‎ 25 novembre 1996 (lire en ligne)
- Henry Day (trad. Éric Vola), « Annapurna anniversaries », revue du Groupe de Haute Montagne,‎ 2010 (lire en ligne)
- Groupe de Haute Montagne, « Cinquantenaire de l'Annapurna », Annales, Éditions Alzieu,‎ 2000 (lire en ligne)articles de Maurice Herzog, Pierre Chapoutot, Gérard Miller, Jean-Marie Choffat et Philippe Joutard
- Paul Yonnet, « La montagne et la mort Un mythe moderne : la conquête de l’Annapurna », Le Débat, no 117,‎ mai 2001, p. 136-162

#### Films
- Marcel Ichac, Victoire sur l'Annapurna, 1953 (partie 1, partie 2, partie 3, partie 4)
- Bernard Georges et Bruno Gallet, « Annapurna, histoire d'une légende », 1999